# Polydesma
Polydesma là một chi bướm đêm thuộc họ Erebidae.

## Loài
- Polydesma boarmoides Guenée, 1852
- Polydesma umbricola Boisduval, 1833